# 相模村
相模村（さがみむら）は、かつて山形県東村山郡にあった村。

## 沿革
- 1889年（明治22年）4月1日 - 町村制施行に伴い東村山郡要害村、根際村、大塚村が合併し、相模村が発足。
- 1954年（昭和29年）10月1日 - 東村山郡山辺町、大寺村、中村、作谷沢村と合併し、山辺町を新設して消滅。